# Parascalops breweri
Parascalops breweri là một loài động vật có vú trong họ Talpidae, bộ Soricomorpha. Loài này được Bachman mô tả năm 1842.